# 路德維希·腓特烈一世
路德維希·腓特烈一世（德語：Ludwig Friedrich I.，1667年10月25日—1718年6月24日），第一任施瓦茨堡-魯多爾施塔特親王，1710年至1718年在位。

## 家庭
1691年，路德維希·腓特烈與薩克森-哥達-阿爾滕堡公爵腓特烈一世的女兒安娜·索菲結婚，兩人共有2子1女：
1. 腓特烈·安東（1692年—1744年），施瓦茨堡-魯多爾施塔特親王
2. 安娜·索菲（1700年—1780年），薩克森-科堡-薩爾費爾德公爵夫人
3. 路德維希·金特（1708年—1790年），施瓦茨堡-魯多爾施塔特親王